# جيك ماكجي
جيك ماكجي (بالإنجليزية: Jake McGee)‏ هو لاعب كرة قاعدة أمريكي، ولد في 6 أغسطس 1986 في سان خوسيه في الولايات المتحدة.

## وصلات خارجية
- جيك ماكجي على موقع دوري كرة القاعدة الرئيسي (الإنجليزية)
- جيك ماكجي على موقعبيزبول رفرنس.كوم (الدوري الرئيسي) (الإنجليزية)
- جيك ماكجي على موقعبيزبول رفرنس.كوم (الدوري الثانوي) (الإنجليزية)
- جيك ماكجي على موقع إي إس بي إن.كوم (أم.أل.بي) (الإنجليزية)
- جيك ماكجي على موقع مشجعي الرسوم البيانية (الإنجليزية)